# Oblężenie Halikarnasu
Oblężenie Halikarnasu – oblężenie, które miało miejsce w roku 334 p.n.e. Zakończyło się zdobyciem przez Macedończyków miasta bronionego przez wojska perskie, składające się głównie z greckich najemników.
Po zdobyciu Miletu wojska Aleksandra pomaszerowały na południe, zajmując Alindę, Jassos i Bargylię. W Alindzie spotkał się z królową Adą, której obiecał pomóc w odzyskaniu tronu, w zamian za to ta uznała go za swojego syna i prawnego następcę. Po tym spotkaniu armia macedońska skierowała się do Halikarnasu, gdzie schroniła się armia najemników greckich oraz flota, która wycofała się spod Miletu. Obroną miasta dowodzili Memnon, Orontobates i Efialtes. 
Wojska macedońskie rozbiły obóz w rejonie Bramy Mylasyjskiej i przystąpiły do oblężenia miasta. Oddziały rozpoznawcze Aleksandra zostały zmuszone do odwrotu silnym ostrzałem z miasta. Niedługo potem obrońcy dokonali wypadu z miasta. Sytuacja oblegających była trudna, gdyż wojsku brakowało wody i żywności, a machiny oblężnicze, transportowane morzem, nie mogły być wyładowane z uwagi na działania floty perskiej. Macedończycy powtarzali bezskuteczne szturmy bez wsparcia katapult. Dopiero po kilku dniach udało się dokonać rozładunku machin oblężniczych w jednej z okolicznych zatoczek. Wojska Aleksandra rozpoczęły zasypywanie fos i ostrzał fortyfikacji Halikarnasu. Szturmy nie przynosiły jednak oczekiwanych rezultatów, a pewnej nocy obrońcy dokonali wypadu, który Macedończykom udało się odeprzeć, lecz ponieśli oni ciężkie straty.
Aleksander zdecydował się wtedy przenieść ciężar walki na północną część miasta. Jednak pomimo zniszczenia fragmentu muru nocny szturm nie powiódł się, gdyż obrońcy utrzymali mur wewnętrzny. Następnego dnia rano miał miejsce krótki rozejm w celu pozbierania ciał zabitych. Następnie własną akcję ofensywną podjęli obrońcy. Jeden oddział podpalił macedońskie machiny oblężnicze, a drugi (pod dowództwem Efialtesa) zaatakował przez główną bramę gaszących pożar. Dzięki oddziałowi zwolnionych ze służby weteranów, który w krytycznym momencie natarł na obrońców miasta, wypad udało się odeprzeć, a w czasie odwrotu do Halikarnasu zginął Efialtes. W trakcie narady Memnon i Orontobates podjęli decyzję o podpaleniu miasta i odwrocie. Większość wojsk ewakuowano na Kos, ale część pozostała w kilku umocnionych punktach. Po wkroczeniu do miasta, Aleksander nakazał Ptolemeuszowi oblegać resztę garnizonu, dowodzoną przez Orontobatesa. Po kilku miesiącach oblężenia zdobyto ostatnie punkty perskiego oporu w Halikarnasie.
Po odwrocie z Halikarnasu, Memnon został mianowany naczelnym wodzem wszystkich sił perskich w Azji Mniejszej. Z kolei armia macedońska, po zdobyciu większej części miasta, podzieliła się – hetajrowie i Tesalowie pod komendą Parmeniona ruszyli do Sardes, a reszta wojsk – pod osobistym dowództwem Aleksandra – pomaszerowała w kierunku Licji.

## Literatura
- Maciej Milczanowski: Podboje Aleksandra Wielkiego 336–323 p.n.e., Wyd. Inforteditions, Zabrze 2005.